# 王夢鷗
王夢鷗（1907年7月12日—2002年9月22日），籍贯福州长乐，筆名梁宗之，文學學者，研究領域遍及經學、文學、小學、美學。曾任教於廈門大學、重慶中央政治學校、中興大學、政治大學、日本廣島大學、輔仁大學、東吳大學，曾參與製作中央電影公司的影片，並兼任編劇委員。

## 生平
王夢鷗自幼即以好學聞名鄉里，1926年進入福建學院研習國學，畢業後於1930年赴日本學習日語，翌年因九一八事變返國，1933年再度赴日本就讀早稻田大學文學研究所。於1936年進入廈門大學中國文學系任教，在當時校長薩本棟主持之下，學術風氣鼎盛，中文系在林語堂、魯迅、施蟄存、林庚等學者啟發下，新舊文學的研究皆有卓著的成績。在抗戰期間，廈門大學多次內遷，顛沛流離之際，學校由師生及眷屬組成了劇團在各地演戲，王夢鷗創作了《燕市風沙錄》、《寶石花》、《生命之花》等劇本，在各地演出以賺取學生的生活費，廣受歡迎。廈門大學內遷之後，王夢鷗曾至重慶參加抗日工作，也在中央政治學校授課，專注於《禮記》的研究，《燕市風沙錄》等劇本也在重慶出版。
抗戰勝利之後朱家驊邀王夢鷗入中央研究院協助，直至研究院遷至台灣。後政治大學復校，王夢鷗進入政大從事教學。當時劉季洪主持正中書局，邀請王夢鷗主編一套世界文學叢書，王夢鷗翻譯了梅里美的《可崙巴》及斯特林堡的《冰島農夫》，並邀請黎烈文、李辰冬、姚一葦等學者參與工作。1952年王夢鷗與李辰冬在張道藩的支持下，成立「小說研究班」，為台灣文壇培植不少傑出人才。在文學活動的參與上，王夢鷗曾加入中國文藝協會。在大學課堂他將英美新批評首次介紹至華人學界，也介紹抽象藝術，並因此而更深地思考了中國文學藝術。
王夢鷗在政大退休後，輔仁大學聘其為講座教授，東吳大學中文所聘其為研究教授。他一生研究極為認真，曾因鑽研《禮記》，有一處須了解鄒衍，而集中好幾個月的時間日夜研究，並與日本漢學家平岡武夫、花房英樹多次通信，著《鄒衍遺說考》一書，使日本漢學家大為驚異。
2002年，王夢鷗在台北市立萬芳醫院去世，享壽96歲。

## 主要著作
- 《禮記校證》
- 《唐人小說研究》（四集）
- 《唐人小說校釋》
- 《古典文學論探索》
- 《傳統文學論衡》
- 《文學概論》（後改名為《中國文學的理論與實踐》）
- 《文藝美學》

## 獲獎
- 中山文藝獎
- 五四獎
- 經典著作獎
- 中國文藝協會所頒的中國文藝獎章。